# HMS K4
L'HMS K4 è stato un sommergibile di squadra della Classe K della Royal Navy, operante nel corso della prima guerra mondiale.

## Storia
Quarta unità della classe K, fu impostata nel cantiere navale Vickers a Barrow-in-Furness il 28 giugno 1915, fu varata il 13 luglio 1916, ed entrò in servizio il 1 gennaio 1917. Primo, e unico, comandante fu il commander David de Beauvoir Stocks (5 aprile 1884–31 gennaio 1918).

## Descrizione tecnica
Il K4 apparteneva a una classe di 18 grandi sommergibili che dovevano operare insieme alle unità di superficie della Grand Fleet. il dislocamento era pari a 1.883 tonnellate in superficie, e 2.565 in immersione. L'apparato propulsore era formato da due caldaie Yarrow che azionavano due turbine a vapore Brown-Curtiss o Parsons eroganti 10 500 shp (7,8 MW) ciascuna. Vi erano inoltre 4 motori elettrici, ognuno da 1.440 hp (1.070 kW), e un generatore diesel Vickers da 800 hp (600 kW) per caricare le batterie in superficie.  L'impianto propulsivo azionava due eliche tripala da 2,29 m (7 ft 6 in) di diametro. Con una lunghezza di 104 m il sommergibile raggiungeva una velocità massima in superficie di 24 nodi, che scendevano a 8 in immersione. L'autonomia in superficie era di 800 nmi (1 500 km) a 24 nodi (44 km/h), o 12.500 nmi  (23.200 km) a 10 nodi (19 km/h), mentre in immersione era pari a 8 miglia (15 km a 8 nodi (15 km/h), o a 40 miglia a 4 nodi (7,4 km/h).
L'equipaggio era formato da 6 ufficiali e 53 sottufficiali e comuni. L'armamento si basava su 4 tubi lanciasiluri da 460 mm a prua, 4 dello stesso calibro a poppa, con una dotazione massima di 16 armi, e 2 cannoni Mk.XI da 102 mm, e 1 da 76 mm.

## Impiego operativo
Appena entrato in servizio, nel gennaio 1917, il K4 si incagliò su Walney Island. Il sottomarino britannico restò bloccato sulla spiaggia, ma non rimase danneggiato, e riprese regolarmente il largo il giorno successivo.
Il 17 novembre 1917 il K4 entrò in collisione con il gemello K1 al largo della costa danese. L'incrociatore leggero Blonde che operava come capoflottiglia dei sommergibili K1, K3, K4, e K7, dovette effettuare una brusca virata per evitare le tre unità dal 4th Cruiser Squadron, e nella seguente confusione generatasi il K4 entrò in collisione con il K1. Quest'ultimo rimase gravemente danneggiato, e nonostante gli sforzi dell'equipaggio non poté essere salvato. Al fine di evitare che il K1 potesse cadere in mano nemica il Blonde, dopo aver tratto in salvo i marinai del sommergibile, lo affondò.
In forza alla 12ª Flottiglia sommergibili, avente come conduttore l'incrociatore leggero Fearless, nel dicembre 1917 il K4 fu trasferito con le rimanenti unità della flottiglia, K3, K6 e K7, da Scapa Flow a Rosyth, per partecipare a una grossa esercitazione organizzata dall'ammiraglio David Beatty, che prevedeva l'utilizzo di corazzate, incrociatori da battaglia, incrociatori corazzati, incrociatori leggeri, cacciatorpediniere e sommergibili. L'esercitazione, nota con il codice di E.C.1, doveva svolgersi tra la notte del 1 febbraio, e prevedeva la partecipazione di oltre 40 unità di vario tipo. Durante il corso dell'esercitazione il K4 rimase immobilizzato, e il sommergibile K6 entrò in collisione con lui centrandolo con la prora a metà lunghezza. Tagliato quasi in due il K4 iniziò ad inabissarsi, trascinando con sé il K6 che stava indietreggiando a tutta forza su ordine del suo comandante, commander George Layton. Quando il K6 riuscì a liberarsi il K4 affondò di colpo, senza lasciare scampo a nessuno dei membri dell'equipaggio, 4 ufficiali e 51 tra sottufficiali e comuni.
Il relitto è designato come luogo protetto ai sensi del Protection of Military Remains Act 1986.

### Fonti
1. 1 2 3  Colledge, Warlow 2006, p. 182.
2. ↑  Nash 2009, p. 44.
3. ↑  Nash 2009, pp. 132-133.
4. 1 2 3 4  Celi 1997, p. 10.
5. ↑  (EN) Edward C. Whitman, K for Katastrophe, in Undersea Warfare, n. 49, US Navy, Winter 2013. URL consultato il 20 agosto 2015 (archiviato dall'url originale il 24 settembre 2015).
6. 1 2  Bruce, Cogar 2014, p. 356.
7. ↑  Nash 2009, p. 128.
8. 1 2  Holland 2012, p. 145.
9. 1 2  Celi 1997, p. 11.
10. 1 2 3 4  Celi 1997, p. 15.
11. ↑  Nash 2009, p. 132.
12. ↑  
(EN) The Protection of Military Remains Act 1986 (Designation of Vessels and Controlled Sites) Order 2008 No. 950, in Archivi nazionali. URL consultato l'11 luglio 2010.